# Thabana Ntlenyana
El Thabana Ntlenyana, que significa literalment "muntanyeta bonica" en sesotho, és, amb 3.482 metres, la muntanya culminant de la serralada del Drakensberg, de Lesotho i l'Àfrica austral, ja que és el cim més alt al sud del Kilimanjaro. La primera ascensió documentada del cim va tenir lloc el 1951.